# Jesus
För andra betydelser, se Jesus (olika betydelser).
Jesus (sv. uttal /jeːsɵs/) från Nasaret, också kallad Kristus, var en i Galileen och Judeen kringvandrande judisk predikant. Enligt evangelierna i Nya Testamentet i Bibeln verkade han i omkring tre år innan han dömdes till döden, avrättades genom korsfästelse och därefter uppstod. Jesus är kristendomens centralgestalt och ses där som Guds son och den utlovade Messias (på grekiska Kristus). För de flesta kristna är Jesus även Gud (se treenighetsläran). Jesus är även en mycket betydande profet inom bland annat islam och bahá'í. 
Jesus etiska undervisning i Bergspredikan, bland annat om kärlek till fiender, människovärde, den gyllene regeln och att "vända andra kinden till", har haft betydelse även för sekulära ideologier såsom fredsrörelsen och humanismen. Av större betydelse är hans död och berättelser om hans uppståndelse, som alltsedan  den tidigaste kyrkans tro anses ge syndernas förlåtelse och evigt liv (se frälsning).
Den profet i Koranen som benämns "Isa" (arabiska: عيسى) ses inom islam som identisk med kristendomens Jesus och räknas som en av Guds fem viktigaste profeter, Isa skiljer sig dock på många punkter från den Jesus som framställs i Nya Testamentet – inte minst eftersom Isa inte korsfästes utan uppsteg direkt till Gud enligt sura 4:157-8. Vidare var Isa en förkunnare av Koranens budskap och en mirakelgörare. Isa kallas dock också för "Messias" inom islam men ses inte som gudomlig utan en mänsklig profet.
Inom judendomen har Jesus inte någon religiös funktion, man förnekar därmed även uppfattningen om att Jesus är Gud eller Guds son. Det finns dock ett antal medlemmar av det judiska folket som tror på Jesus (Yeshua) som Messias. Dessa kallar sig själva messianska judar, men betraktas vanligen av andra judar som konvertiter till kristendomen.
Jesu födelse är nominellt utgångspunkten för den tideräkning som har störst spridning i världen idag. Nutida historiker menar dock att den tidiga kyrkan räknade fel och att Jesus förmodligen föddes senast år 4 f.Kr.

### Islam

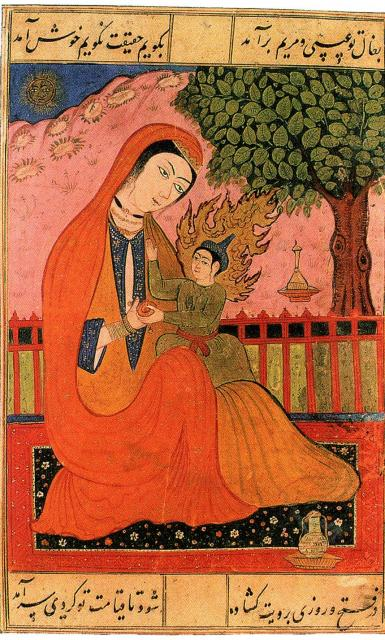
Jungfru Maria (Maryam) och Jesus (Isa). Persisk miniatyr.

## Biografi
Utifrån textkritisk analys av källorna är den etablerade uppfattningen bland nutida forskare att den historiske Jesus existerade, i sin livstid vann många judar och andra till att följa honom, att han blev korsfäst av Pontius Pilatus (oavsett orsak) och att han gav upphov till kristendomen (avsiktligt eller oavsiktligt). Talrika försök har gjorts att ge en bild av den historiske Jesus och hans avsikter, men det går inte att vetenskapligt säkerställa en av dessa bilder framför alla andra. De tidigaste källorna som nämner Jesus är några av Paulus brev, skrivna kring år 50–65 e.Kr., samt Markusevangeliet från ungefär år 70 e.Kr. Enligt en hypotes har Matteus- och Lukasevangeliet en gemensam källa, kallad Q, som kan vara författad på 40- eller 50-talet e.Kr. Även icke-kristna tidiga källor åberopas, främst fragment av den judiske historikern Josefus (37–cirka 100 e.Kr.).

### Jesu liv enligt Bibeln och etablerad bibelforskning
Nedanstående avsnitt redogör för Jesu liv och Jesu budskap såsom det skildras i Nya Testamentet, samt uppskattningar om tidpunkter för händelser i hans liv enligt etablerad bibelforskning. Alternativa uppfattningar i frågan om Jesus existerat som historisk person diskuteras i Jesu historicitet.
Jesus anses ha fötts i intervallet 7 f.Kr. till 4 f.Kr., enligt Matteusevangeliet i Betlehem, vuxit upp i Nasaret i Galileen utbildats till timmerman (eventuellt snickare eller möbel- och husbyggare i både sten och trä), och sedan slutet av tonåren ha flyttat till den större staden Kapernaum vid Gennesaretsjön i Galileen. Han avrättades i början av 30-talet e.Kr., sannolikt fredagen den 3 april 33 e.Kr., i Jerusalem.

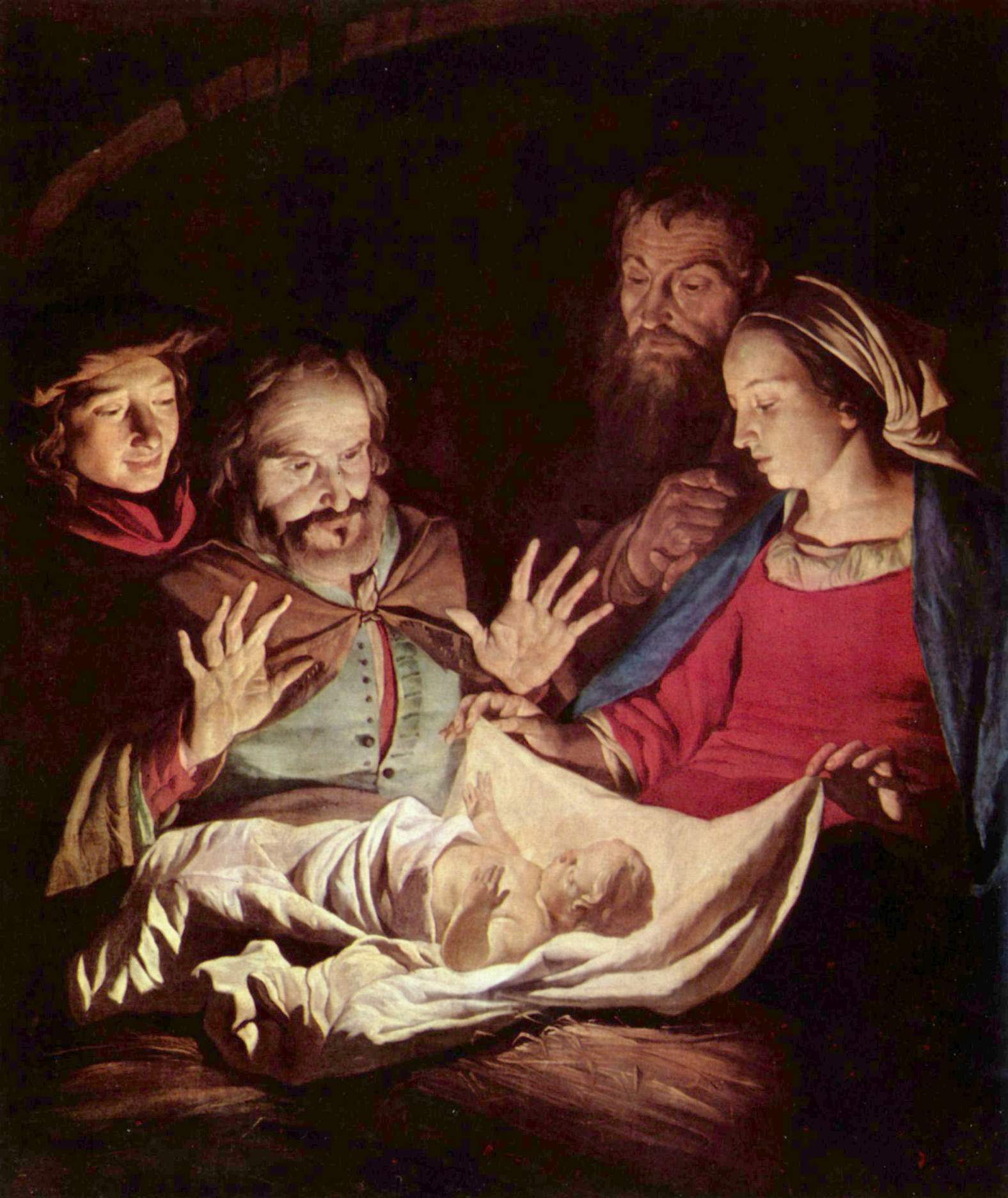
Herdarnas tillbedjan, målning av Gerard van Honthorst.

#### Födelse och barndom

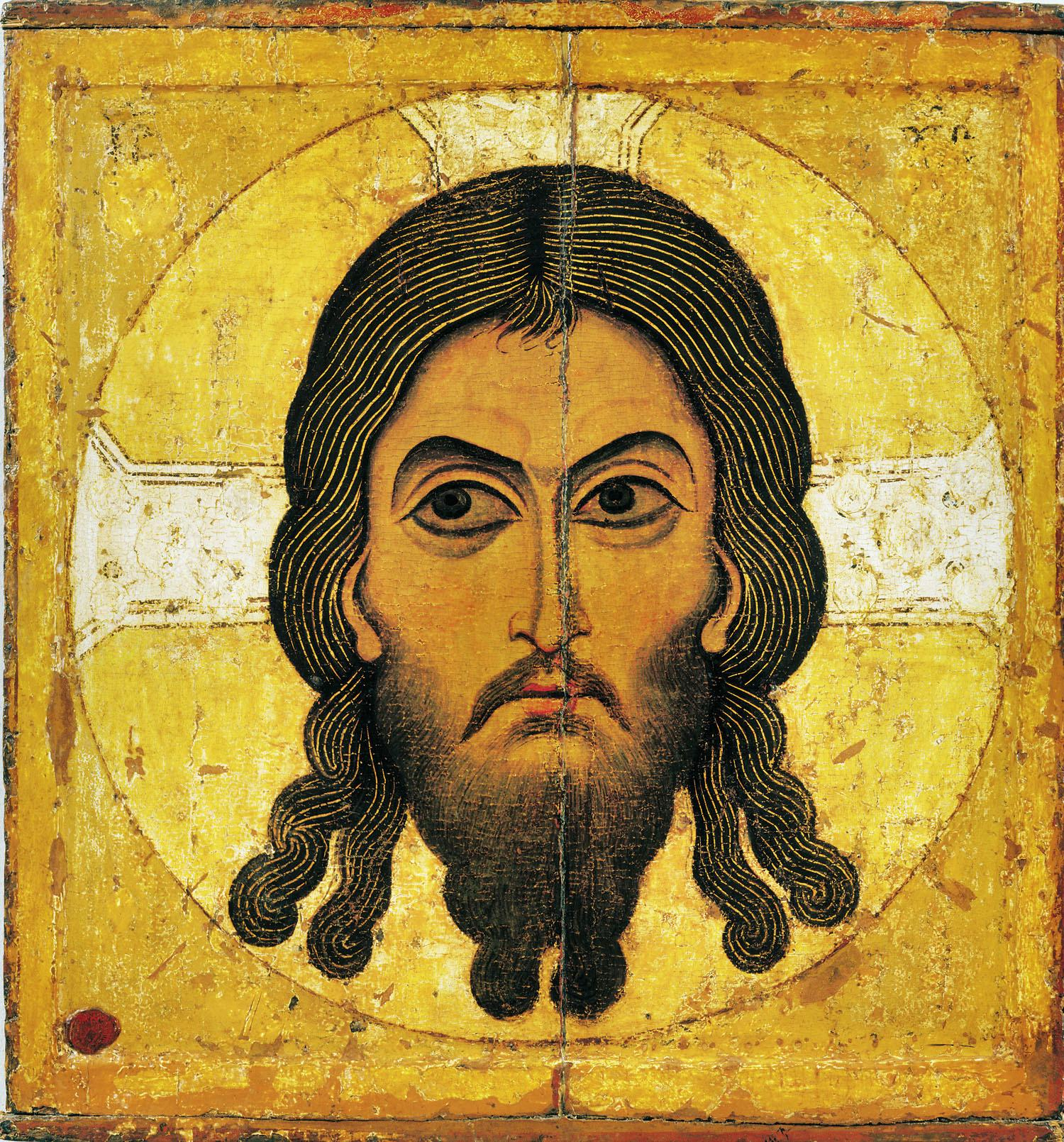
Ikon vid namn Frälsaren inte gjord av händer från 1100-talet föreställande Jesu ansikte.

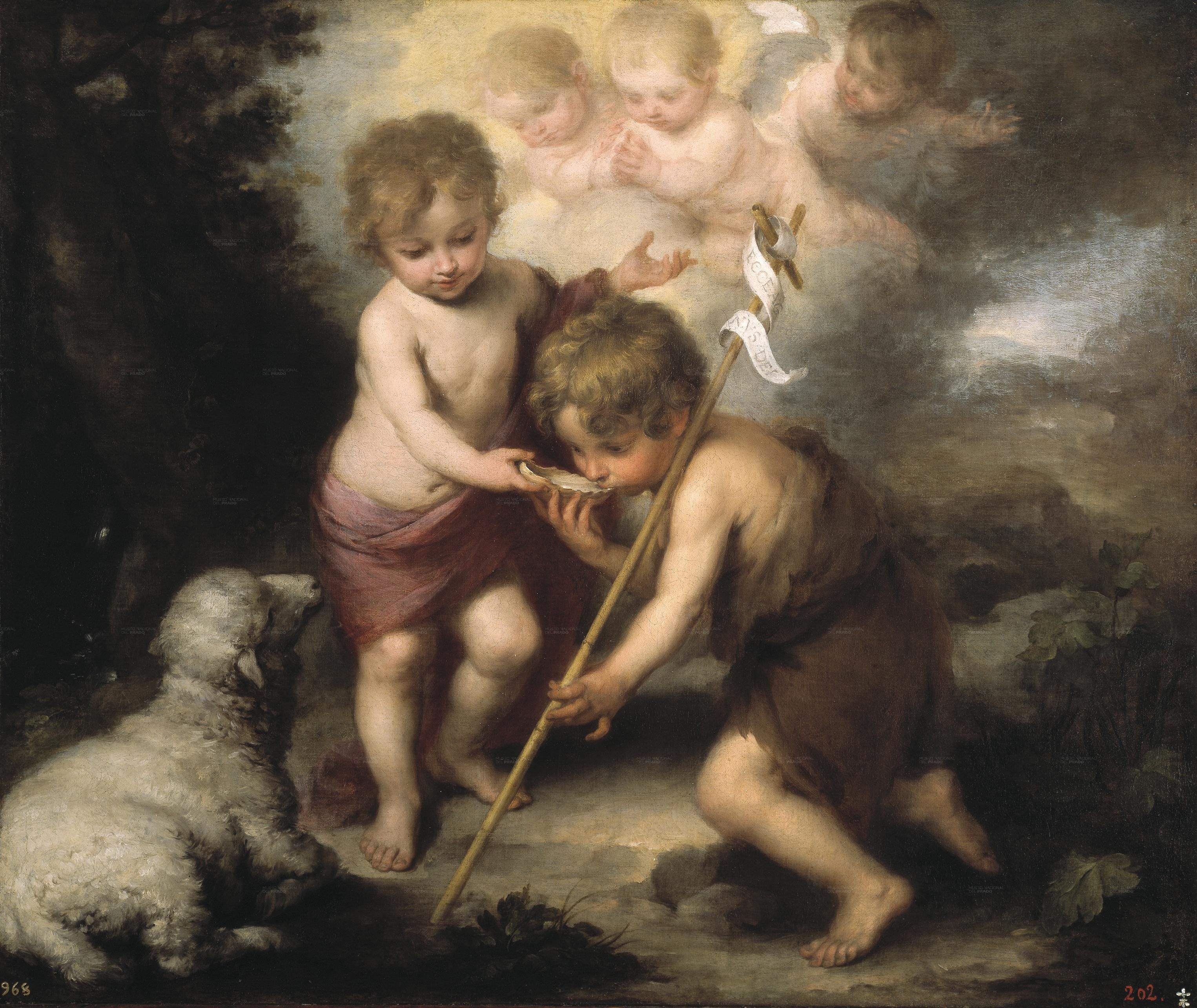
Jesus som barn, målad av Bartolomé Esteban Murillo.

Forskare vet inte exakt år eller dag för Jesu födelse. Enligt både Matteusevangeliet och Lukasevangeliet föddes Jesus under Herodes den stores regeringstid, alltså senast 4 f.Kr., men enligt Lukasevangeliet föddes Jesus också under Quirinius ämbetstid, omkring år 6 e.Kr. Den allmänna uppfattningen bland bibelforskare är i dag ett födelsedatum mellan 7 f.Kr. och 4 f.Kr.
Den västerländska tidräkningen bygger på ett medeltida försök att räkna åren från Jesu födelse. Julen firas traditionellt av kristna den 25 december till minne av Jesu födelse, men det finns inget (vilket heller inte kyrkan har hävdat) som stöder att just denna dag var hans egentliga födelsedag. En utbredd men numera ifrågasatt hypotes är att man valde 25 december till hans födelsedag eftersom den sammanföll med den romerska solgudens (Sol Invictus) festival. Firandet av vintersolståndet på eller omkring den 25 december var däremot väletablerat i Romerska riket. En alternativ uppfattning är att datumet valdes för att det ligger 9 månader efter Marie bebådelsedag vid vårdagjämningen.
Matteus- och Lukasevangeliet beskriver Jesu genealogi, men uppgifterna är väsentligt olika och dagens teologer ser i allmänhet släkttavlorna som teologiska konstruktioner. Vissa har menat att Matteus vill understryka att Jesus var ett messianskt barn av kunglig härstamning, då han nämner kung Salomo, medan Lukas släktforskning är prästerlig och nämner Levi.
Lukasevangeliet berättar hur ängeln Gabriel besökte en ung israelitisk kvinna vid namn Maria (Maryam) i Nasaret och förkunnar att hon skulle föda "den Högstes son" (alltså Guds son), genom befruktning av den Helige Ande, alltså jungfrufödelse. Marias trolovade Josef var alltså enligt Nya Testamentet inte far till barnet, och Maria betraktas i den kristna kyrkan traditionellt som jungfru. Josef nämns ett fåtal gånger i beskrivningen av Jesu barndom.
Enligt Lukasevangeliet reste paret till Betlehem, strax söder om Jerusalem för att skattskrivas. Maria födde där sin son och lade honom i en krubba, eftersom det var fullbelagt i härbärget. I samband med födelsen uppenbarade sig en grupp änglar för några herdar i närheten. Enligt Matteus evangelium fick den unga familjen en tid senare besök av stjärntydare (de tre vise männen) som kommit österifrån med guld, rökelse och myrra som gåvor. Männen frågade i hovet i Jerusalem om judarnas nyfödde konung. Kung Herodes den store blev misstänksam över denne "konung" och lät döda alla gossebarn under 2 år i trakten. Jesu föräldrar flydde med honom till Egypten och återvände först när kungen var död. De bosatte sig i Nasaret för att undvika att leva under Herodes sons och efterträdares, Herodes Archelaos, styre. När Jesus var 12 år besökte han enligt Lukasevangeliet Jerusalems tempel och förde kloka samtal med lärarna. Det finns inga uppgifter i Nya Testamentet om vad Jesus gjorde eller var han befann sig mellan 12- och 30-årsåldern.
I Markusevangeliet i Bibel 2000 kallas Jesus en snickare. Matteus säger att han var son till en snickare, men det grekiska ordet som används i evangeliet är tekton som betyder bland annat "byggmästare", vilket tyder på att han kan ha varit en hantverkare, till exempel en timmerman.

#### Jesu verksamhet

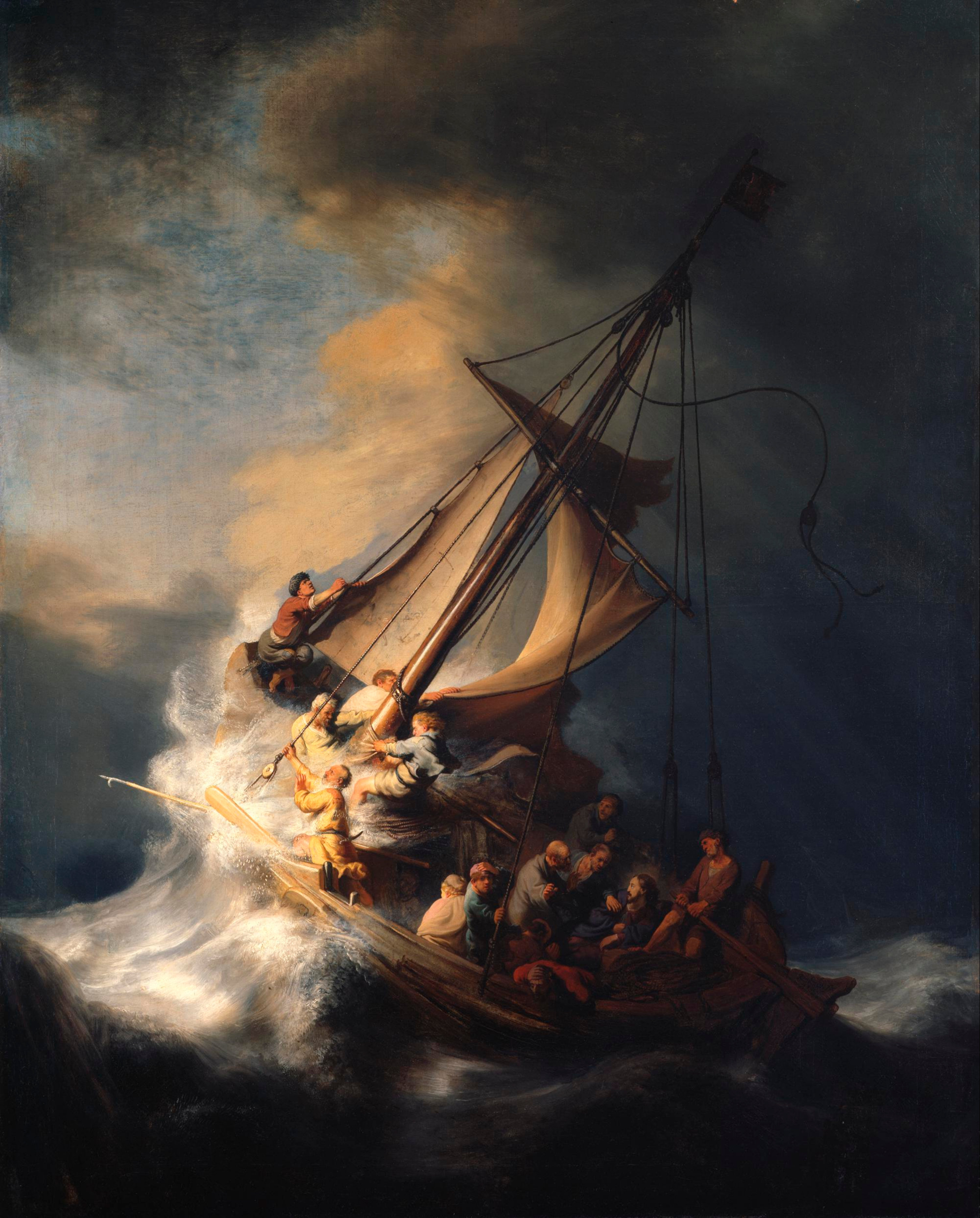
Jesus och hans lärjungar när det stormar på Galileiska sjön. Målad av Rembrandt.

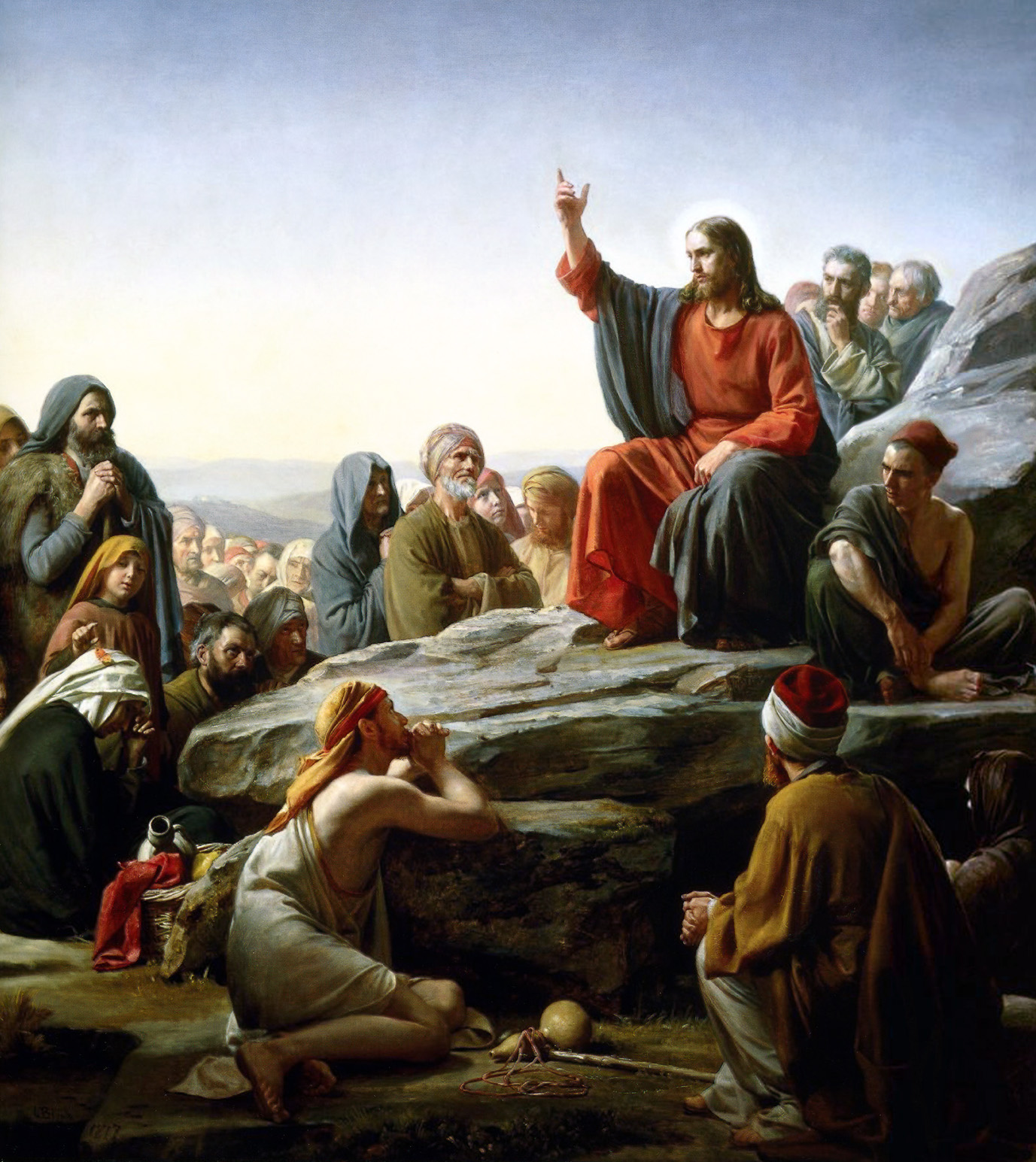
Jesu bergspredikan, målning av Carl Heinrich Bloch.

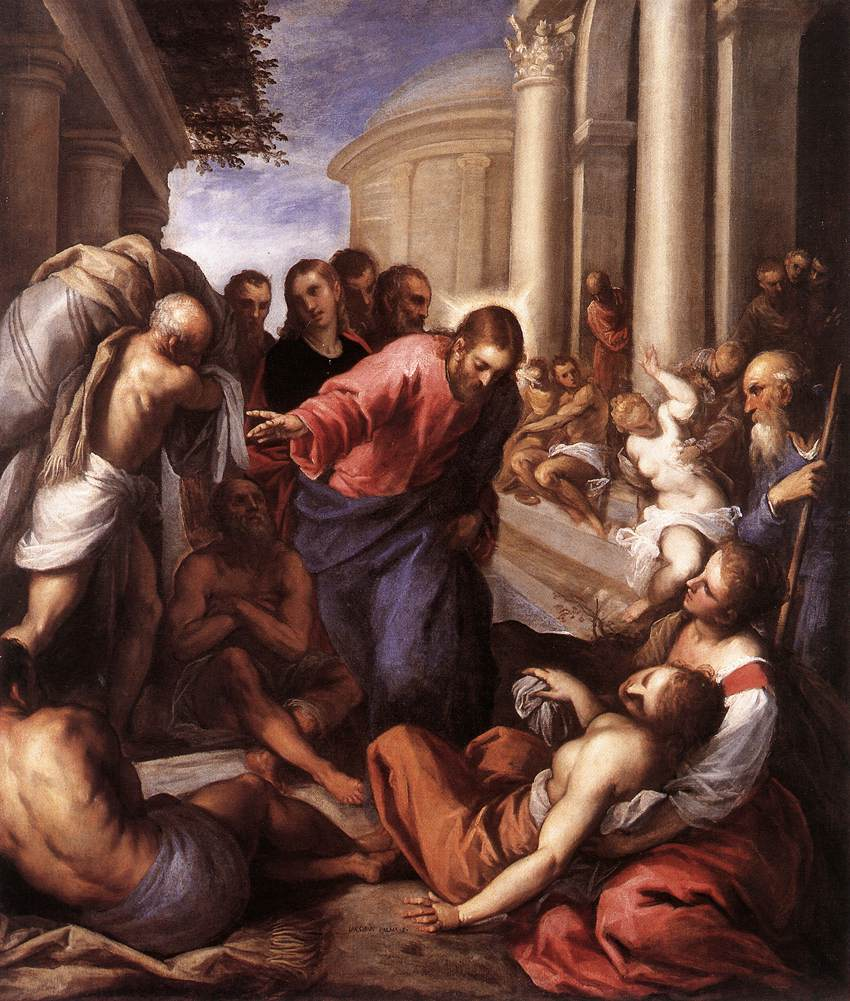
Jesus helar den förlamade mannen, målning av Jacopo Palma il Giovane.

Johannes beskriver tre olika påskhögtider under Jesu verksamma år, vilket måste innebära att Jesus predikade i minst "två år plus en månad eller två". De synoptiska evangelierna talar om en tidsperiod på bara ett år. Jesus är verksam huvudsakligen i Galileen, tills han reser till Jerusalem där han rensar Templet och avrättas. I Johannesevangeliet utför Jesus den större delen av sin mission i och runt Jerusalem och rensar i början av sin verksamhet Templet där.
Jesu offentliga verksamhet började när han var i trettioårsåldern. Han lät då döpa sig av Jochanan ben Sacharja (Johannes Döparen), en profet som verkade i öknen vid floden Jordan. Denne förkunnade Messias nära ankomst och döpte dem som ville omvända sig. När Jesus döpts, berättas det att den Helige Ande sänkte sig ner över Jesus i form av en duva och en röst hördes från himlen som sade: "Du är min älskade son, du är min utvalde," (Mark. 1:11). Markus börjar sin berättelse om Jesu dop med att ange att det är ett tecken på ånger och syndernas förlåtelse. Matteus utelämnar denna hänvisning och betonar Jesu överlägsenhet över Johannes Döparen. Matteus beskriver Johannes som först tveksam till att följa Jesu begäran att döpas, och sade att det var Jesus som borde döpa honom. Jesus svarade: "Låt det ske. Det är så vi skall uppfylla allt som hör till rättfärdigheten" (Matt. 3:15).
I Matteusevangeliet informerar Guds offentliga engagemang läsaren om att Jesus blivit Guds smorde ("Kristus"). Johannesevangeliet beskriver inte Jesu dop eller den efterföljande frestelsen, men talar om att Jesus är (vilken Johannes Döparen predikat) Guds son. Döparen förklarar två gånger att Jesus är Guds lamm, en term som inte förekommer någon annanstans i evangelierna, men det förekommer dock i Gamla Testamentet. Johannes Döparen hänvisar här till en profetia av Jesaja 53:7, där det talas om en man som blivit sargad och har burit våra synder; hans lidande leder till försoning och räddning för andra och han liknas vid "ett lamm som förs bort för att slaktas". 
Efter dopet fastade Jesus fyrtio dagar och fyrtio nätter i öknen och blev av djävulen frestad att utföra övernaturliga handlingar för sin egen vinnings skull (se Jesus frestas).
I början av sin verksamhet valde Jesus ut tolv av sina lärjungar till apostlar (grekiska: apóstolos, "sändebud"). De viktigaste var Petrus, Jakob och Johannes. Verksamheten var i huvudsak förlagd till Galileen på västra stranden av Genesarets Sjö. Den bestod enligt Bibeln främst av förkunnelse, botande av sjukdomar, utdrivande av demoner och andra underverk. Till exempel skall han enligt Bibeln vid ett par tillfällen ha mättat tusenden med knappa resurser, en symbolisk handling som både hänvisar till profeten Elishas gärning då han utspisar hundra man med tjugo kornbröd (Andra kungaboken, Brödundret, 4:42), men även till den Heliga andens ankomst och att den delas och räcker till alla. Jesus har gått på vatten, därmed hänvisar han till profeten Daniels syn (Dan 6:5) och uppväckt minst tre döda. Markus sade att Jesus hade kommit för att "ge sitt liv till lösen för många" (Mark. 10:45). Lukas sade att han hade blivit utsänd för att "förkunna budskapet om Guds rike" (Luk. 4:43) och Johannes sade att han kommit för att de som tror på honom inte skall gå under utan ha evigt liv (Joh. 3:16, "Lilla Bibeln"). Jesus talar om kraven om apostelskap och säger till en rik man att sälja sina egendomar och ge pengarna till de fattiga. Han uppger att hans budskap skiljer familjemedlemmar ifrån varandra.
I Markusevangeliet är lärjungarna egendomligt oförstående och inser inte betydelsen av Jesu gärningar och Jesu liknelser. I Matteusevangeliet säger Jesus till apostlarna att "gå till de förlorade fåren i Israels folk (Matt. 10:6, Matt. 15:24). Jesus ger även Petrus en särskild auktoritet då han ger honom "nycklarna till himmelriket" och säger: "Allt du binder på jorden skall vara bundet i himlen, och allt du löser på jorden skall vara löst i himlen" (Matt. 16:19). Lukas lägger särskild tonvikt på de kvinnor som följde Jesus, bland dem Maria Magdalena.
I de synoptiska evangelierna talar Jesus främst om Guds rike (eller himmelriket). I Matteus- och Lukasevangeliet talar han vidare om moral och bön. I Johannesevangeliet talar han länge om sig själv och sin gudomliga roll. Vid höjden av sin verksamhet skall Jesus ha lockat till sig enorma folkmassor och anhängare i tusental, främst inom områdena Galileen och Pereen (i dagens Israel/Palestina och Jordanien). Några av Jesu mest kända läror kommer från Bergspredikan som innehåller saligprisningarna och Herrens bön. Det är en av fem samlingar undervisningar i Matteusevangeliet. I de synoptiska evangelierna använder Jesus ofta sig av liknelser, såsom liknelsen om den förlorade sonen (Lukasevangeliet) och liknelsen om såningsmannen och jordmånerna. I de synoptiska evangelierna leder Jesus en apokalyptisk rörelse. Han lär att slutet av den nuvarande världen kommer oväntat och att han kommer att återvända för att döma världen, framför allt beroende på hur de behandlade de utsatta. Han uppmanar sina följeslagare att vara ständigt vaksamma och trogna. I Markusevangeliet är Guds rike en gudomlig regering. Matteus beskriver den falska Messias, katastrofer, vedermödor och tecken på himlen som kommer att förebåda Jesu återkomst, som också beskrivs som oväntad. Jesus lärde också att ånger är nödvändig för att få tillträde till himmelriket.
Gemenskap vid bordet är centralt i Jesu verksamhet i evangelierna. Han och hans lärjungar äter tillsammans med syndare (som försummar renhetsregler) och skatteindrivare (föraktade som utpressare). Aposteln Matteus är en tullindrivare. När fariséerna invänder mot att Jesus äter med syndare och skatteindrivare svarar Jesus att det är de sjuka som behöver läkare, inte de friska. Jesus försvarar också sina lärjungar mot anklagelser att de inte följer renhetslagarna när de äter. Jesus anklagas själv för att vara drucken och en frossare. Jesu mirakel och läror handlar ofta om mat och festhögtider. Han instruerar sina missionärer att äta med de människor som de predikar för och helar. I de synoptiska evangelierna inrättar Jesus ett nytt förbund med en rituell måltid (nattvard) innan han korsfästs.
Jesus når även ut till utomstående, bland annat samariterna, som följer en annan form av den israelitiska religionen, vilket återspeglas i hans predikan för samariterna i Sykar (Joh. 4:5–42) och i den barmhärtige samariten. Vid flera olika tillfällen välkomnar Jesus syndare, barn, kvinnor, fattiga, samariter, utlänningar och invandrare.
Vid ett tillfälle tog Jesus med sig Petrus, Jakob och Johannes upp på ett högt berg. Enligt Matteusevangeliet förvandlades han inför dem, hans ansikte lyste som solen och hans kläder blev vita som ljuset. Ett moln sänkte sig över dem och ur molnet kom en röst som sade: "Detta är min älskade son, han är min utvalde. Lyssna till honom" (Matt 17:1–8) (Kristi förklaring).

#### Jesu lidande, död och uppståndelse

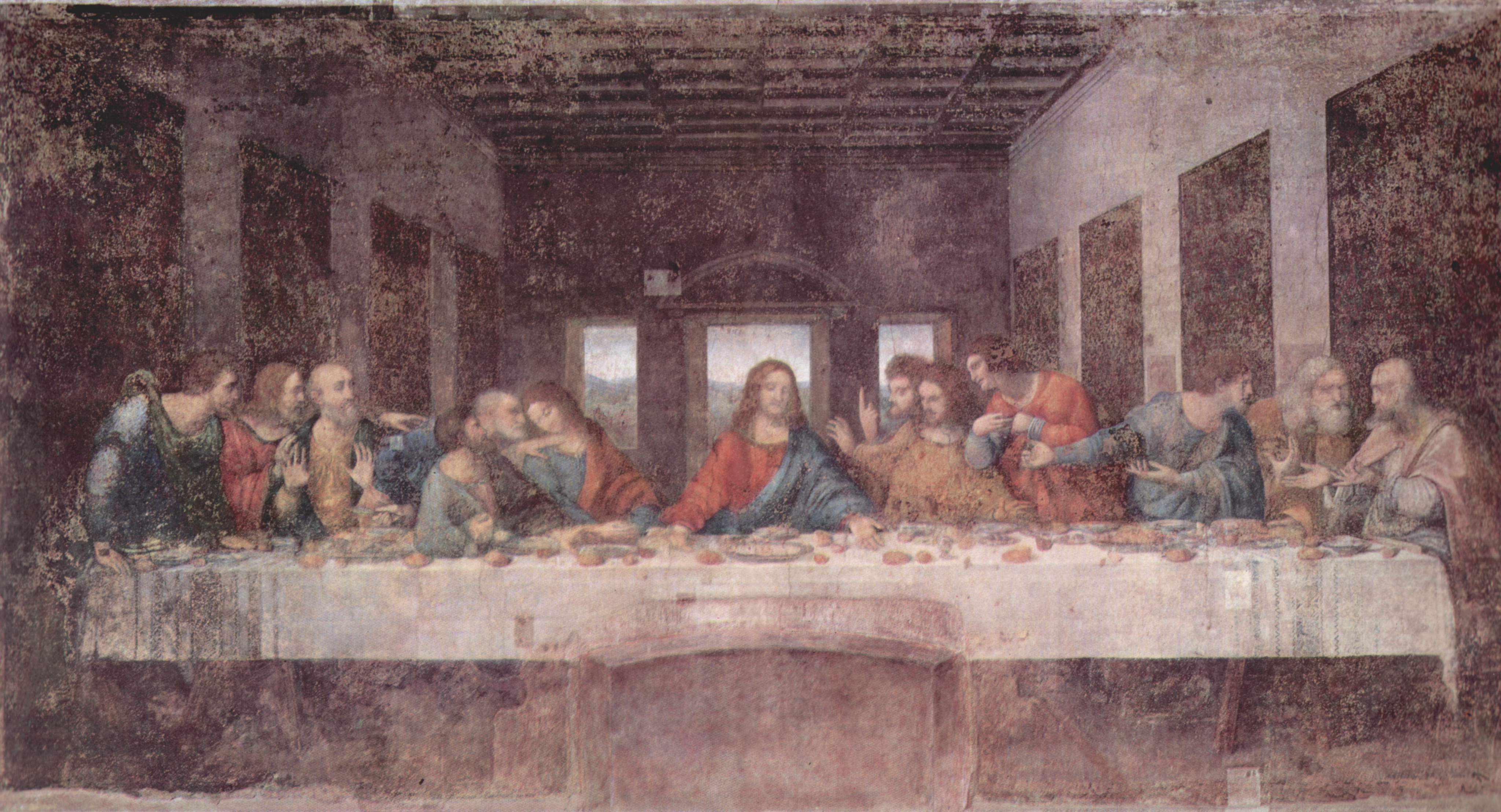
Sista måltiden av Leonardo Da Vinci.

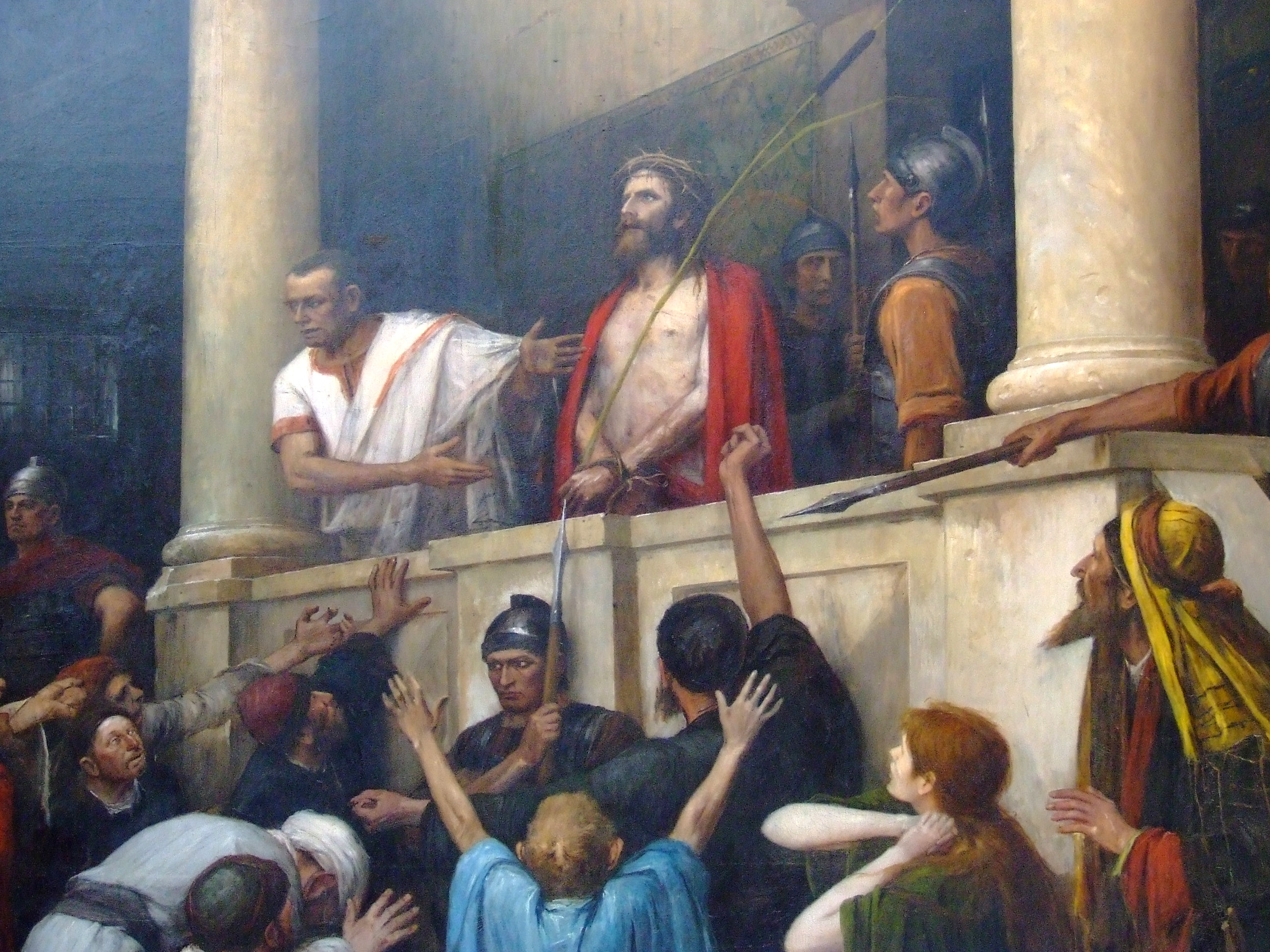
Ecce homo, ”Se denne man”, den uppmaning som uttalades av Pontius Pilatus då han visade fram Jesus för folket (Johannesevangeliet 19:5). Målning av Munkácsy Mihály 1896.

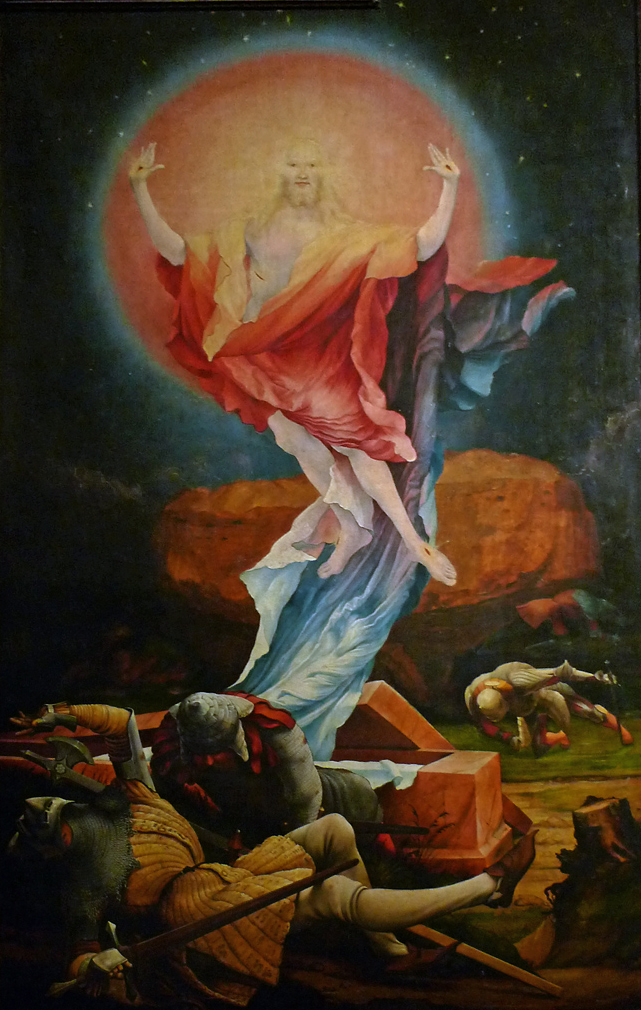
Jesu uppståndelse, målad av Matthias Grünewald.

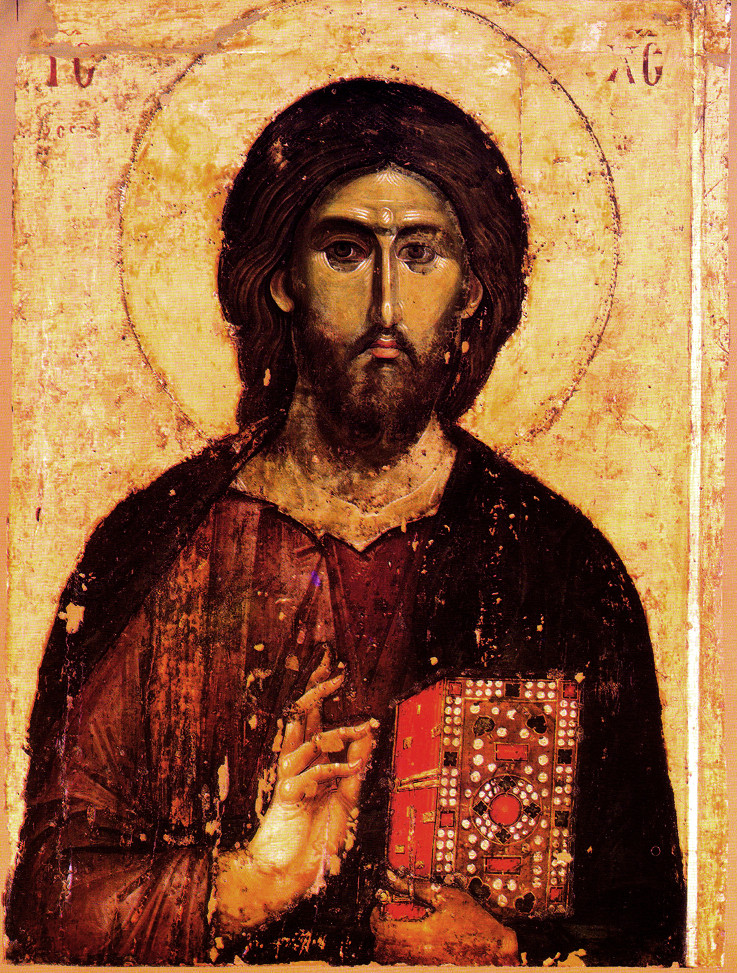
Jesus Kristus livgivaren, framställd på en grekisk ikon av Pantokrator-typ. Pantokrator betyder ’den allsmäktige’.

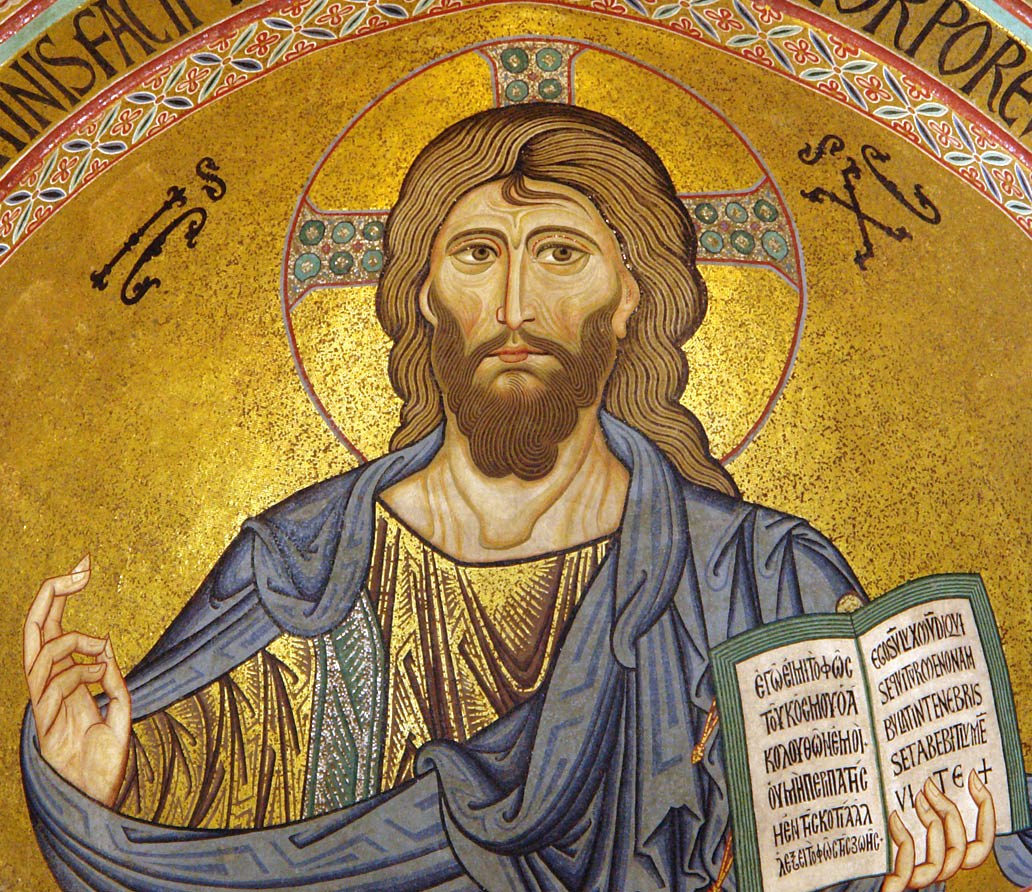
Jesus Kristus, avbildad i katedralen i Cefalù, Sicilien.

Jesu lidande inleddes med att han under påskhögtiden red in i Jerusalem på en åsna, något som traditionellt har tolkats som uppfyllelsen av en profetia om Messias ankomst (Sak. 9:9). En stor skara kom för att möta honom och ropade: "Hoshana! Välsignad är han som kommer i Herrens namn! Välsignat vår fader Davids rike som nu kommer! Hosianna i höjden!" Därefter gick Jesus och drev ut de som sålde varor i templet och välte omkull borden för dem som växlade pengar och stolarna för dem som sålde duvor. Han tyckte att de vanhelgade helgedomen och hävdade att de gjort templet till "ett rövarnäste" (Mark. 11:17). Vid denna tid undervisade Jesus också om tidens slut.
Sista kvällen i livet samlade Jesus sina lärjungar till måltid. Han tvättade deras fötter – något som annars var tjänarens uppgift (Joh. 13:1–17). Han tog under måltiden bröd och vin och sade att det var hans kropp och blod, och uppmanade dem att göra detsamma till minne av honom (Matt. 26:26–30) Denna händelse blev ursprunget till nattvarden. I trädgården Getsemane bad han Gud att få slippa sitt lidande, men böjde sig för hans vilja. Sedan kom en av hans lärjungar – Judas Iskariot – med tempelvakten och förrådde honom (Mark 14:32–42). Han arresterades på order från sanhedrin och översteprästen Kajafas (Luk. 22:47–52, Matt. 26:47–56). Gripandet ägde rum på natten för att undvika ett upplopp, eftersom Jesus var populär bland folket (Mark. 14:2). Simon Petrus använde ett svärd för att attackera en av Jesu tillfångatagare och skar av honom hans öra, vilket Jesus enligt Lukas omedelbart helade på ett mirakulöst sätt. Jesus kritiserade aposteln och sade: "Stick tillbaka ditt svärd. Alla som griper till svärd skall dödas med svärd" (Matt. 26:52). Efter hans gripande gick Jesu lärjungar under jorden.
Enligt evangelierna förhördes Jesus i flera omgångar och dömdes av den romerska Pontius Pilatus till gissling och korsfästelse (Luk. 22:63; 23:25). För att förnedra Jesus kläddes han en purpurröd mantel över sin sargade kropp och fick en törnekrona nedtryckt över sitt huvud. Detta var för att Jesus kallades för Judarnas konung. Vi vet från andra källor att Pilatus var prefekt i Judeen mellan 26 och 36 e.Kr. När Jesus kom inför Pilatus, frågade Pilatus honom, "Du är alltså judarnas kung?" på vilket han svarade: "Du själv säger det". Enligt evangelierna ansåg Pilatus personligen att Jesus inte var skyldig till något brott mot romarna och ville därför släppa Jesus fri. Eftersom det var tradition för den romerske landshövdingen att till påsk frigöra en fånge erbjöd Pilatus publiken att göra ett val mellan Jesus från Nasaret och en upprorsman vid namn Barabbas. Det var här Pilatus sa de bevingade orden om Jesus "Ecce Homo" (Se människan). Publiken valde att Barabbas skulle friges och Jesus korsfästas. Pilatus tvättade sina händer för att visa att han var oskyldig till det orättvisa i beslutet (Matt 27:11–26).
Jesus korsfästes klockan 9 mitt emellan två brottslingar, enligt traditionen benämnda Dismas och Gestas. Klockan 12 föll ett mörker, som varade ända till Jesu död klockan 15. För att förvissa sig om att Jesus verkligen var död, genomborrade en romersk soldat, som enligt traditionen hette Longinus, honom med en lans, se den heliga lansen.
En högt uppsatt man vid namn Josef från Arimataia begravde Jesus i en klippgrav och rullade en sten för ingången. Enligt Johannes fick Josef hjälp av Nikodemus som hjälpte till att begrava Jesus och som framträder på ett par andra ställen i Johannesevangeliet (Joh. 19:38–42). Pontius Pilatus beslutade på begäran av de judiska religiösa ledarna att graven skulle förseglas och vaktas (Matt. 27:57–66). På söndagens morgon besökte några kvinnor graven, och fann den då öppen och tom. De mötte änglar som sade: Varför söker ni den levande här bland de döda? I Lukasevangeliet var det två änglar (Luk. 24:4) och i Markusevangeliet såg ängeln ut som en yngling klädd i vitt (Mark. 16:5). Det längre slutet i Markusevangeliet berättar att Jesus först visade sig för Maria från Magdala (Mark. 16:9). Johannes förklarar att Maria tittade in i den tomma graven och att två änglar då frågade henne varför hon grät. När hon vände sig om kände hon först inte igen Jesus, förrän han kallade henne vid namn (Joh. 20:11–18). Fler än 500 lärjungar fick enligt uppgift sedan se honom uppstånden och levande (1 Kor. 15:3–8). De fick tillfälle att ta i honom och se honom äta (Luk. 24:36–43) och de fick se honom vid flera olika tillfällen under fyrtio dagar (Apg. 1:3) (Uppståndelsen beskrivs i Matt. 28; Mark. 16; Luk. 24; Joh. 20–21; Apg. 1:1–11; 1 Kor. 15:3–8.) Enligt Johannesevangeliet bevisade Jesus även för aposteln Tomas, ibland kallad Tomas tvivlaren, att han levde.
Vid slutet av dessa fyrtio dagar samlade Jesus lärjungarna på Olivberget, välsignade dem och togs sedan upp till himlen (Luk. 24:50–51; Apg 1:6–11). Lärjungarna föll ner och hyllade honom och återvände sedan till Jerusalem under stor glädje, där de ständigt var i templet och prisade Gud (Luk. 24:52–53). Berättelsen fortsätter i Apostlagärningarna, om den första judisk-kristna församlingens utbredning, från dess bildande på pingstdagen 10 dagar efter Jesu himmelsfärd och den spridning den judisk-kristna rörelsen fick på grund av den första vågen av förföljelser som startade efter Stefanus martyrdöd och som även ledde till Paulus omvändelse (Apg. kapitel 9).

## Kyrkans syn på Jesus från Nasaret
Den vanligaste kristna synen på Jesus (se även kristologi) utgår ifrån övertygelsen att Jesus är gudomlig och den utlovade Messias vars ankomst profeterades i Gamla Testamentet, och att han återuppstod efter korsfästelsen. De flesta kristna tror även att Jesus är Guds son, och kom för att ge frälsning och erbjuda försoning med Gud genom sin död för människornas synder. Andra kristna trosuppfattningar omfattar Jesu jungfrufödelse, utförandet av underverk och mirakel, Jesu himmelsfärd (upptagandet till himlen) och att han skall komma tillbaka vid tidens slut för att "skilja de onda från de goda" (Matteusevangeliet 16:27). Läran om inkarnationen och om treenigheten är allmänt accepterad bland kristna, men förnekas av ett antal rörelser som avvisar tron på Jesus som gudomlig, bland annat på grund av en sträng tolkning av det första budet.
I urkristendomen finns ett antal benämningar på Jesus. Han har kallats Guds son, Herren, Davids son, Den gode herden, Profeten, Frälsaren med mera. Bara i Nya Testamentet förekommer fler än femtio olika beteckningar. Titlarna används parallellt med varandra. Tre titlar har med tiden blivit dominerande:
- Messias (Kristus); den "smorde", alltså den konung som judarna väntade på.
- Guds son; en messiastitel som också angav Jesu intima förening med Gud ("Fadern").
- Herren; en anspelning på det arameiska "adonai" ("herre") som användes istället för Guds namn vid läsning av Torah.

Kyrkan identifierar ofta det ord genom vilket Gud skapade världen (Johannesevangeliet 1:1–14) med Jesus. Enligt denna tolkning fanns han hos Gud i begynnelsen (Johannesevangeliet 1:1–3). Även Paulus säger att Jesus fanns före allting, att Gud skapade världen genom honom och att världen upprätthålls genom honom (Kolosserbrevet 1:16–17, jämför Hebreerbrevet 1:2–3). Han hävdar att det är genom att bekänna att Jesus är Herre/Herren, som man blir frälst (Romarbrevet 10:9). Denna tolkning stöds av hans hänvisning till Joel 2:32 (i den hebreiska Bibeln 3:5), där Gudsnamnet Herren/JHVH används (Romarbrevet 10:13).
I den tidiga kyrkan uppstod snabbt en diskussion om Jesus som Messias, påskyndad av en mängd spekulationer av gnostiskt slag om Jesu person och relation till Gud. Vid första konciliet i Nicaea 325 fastslog kyrkan att Jesus Kristus är "sann Gud av sann Gud, född och icke skapad, av samma väsen som Fadern". Det bekräftades i Konstantinopel 381 (se nicaenska trosbekännelsen).
Vid kyrkomötet i Chalkedon 451 antogs den så kallade tvånatursläran, det vill säga läran att Jesus var både sann människa och sann Gud.; att Gud är ett väsen, men tre personer eller hypostaser. Jesus ses som en person eller hypostas, men med två naturer. Denna lära blev norm för traditionell kristen kristologi (se treenighetsläran), men förnekas av andra rörelser som också åberopar Bibeln som sin inspirationskälla (se Kritik mot Treenighetsläran). Fram till 600-talet kämpade kyrkan med definitionen av sin Guds- och Jesusbild, varvid kontroverserna inom kyrkan delvis utmynnade i blodiga strider och förföljelser.

## Kristna minoritetsriktningars syn på Jesus från Nasaret

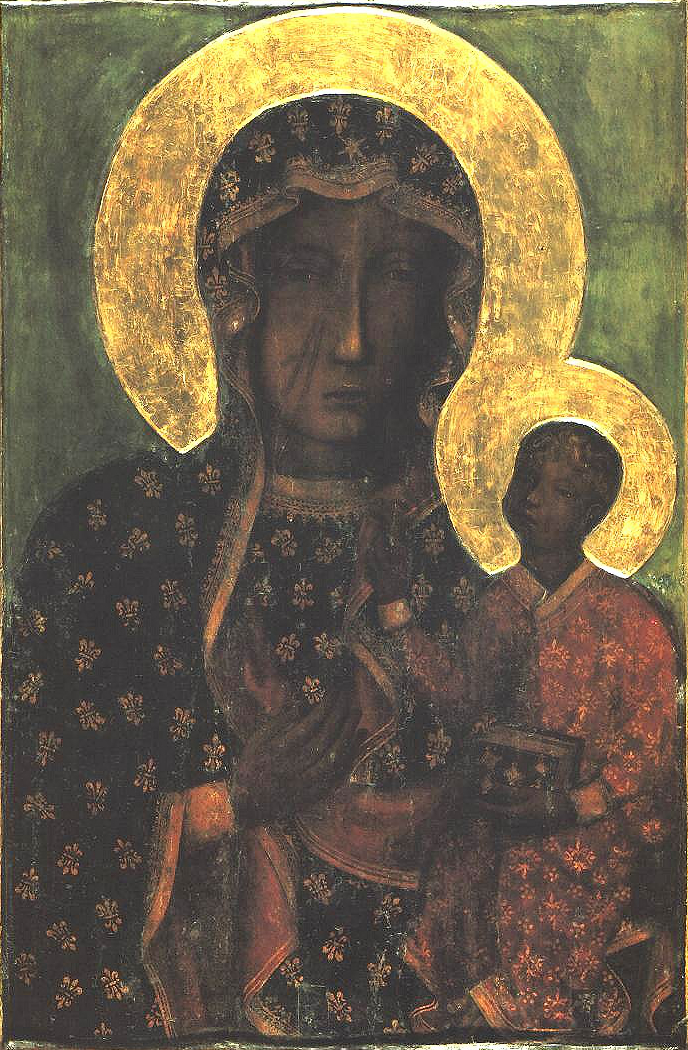
Den svarta madonnan från Częstochowa, Polen.

### Sista dagars heliga

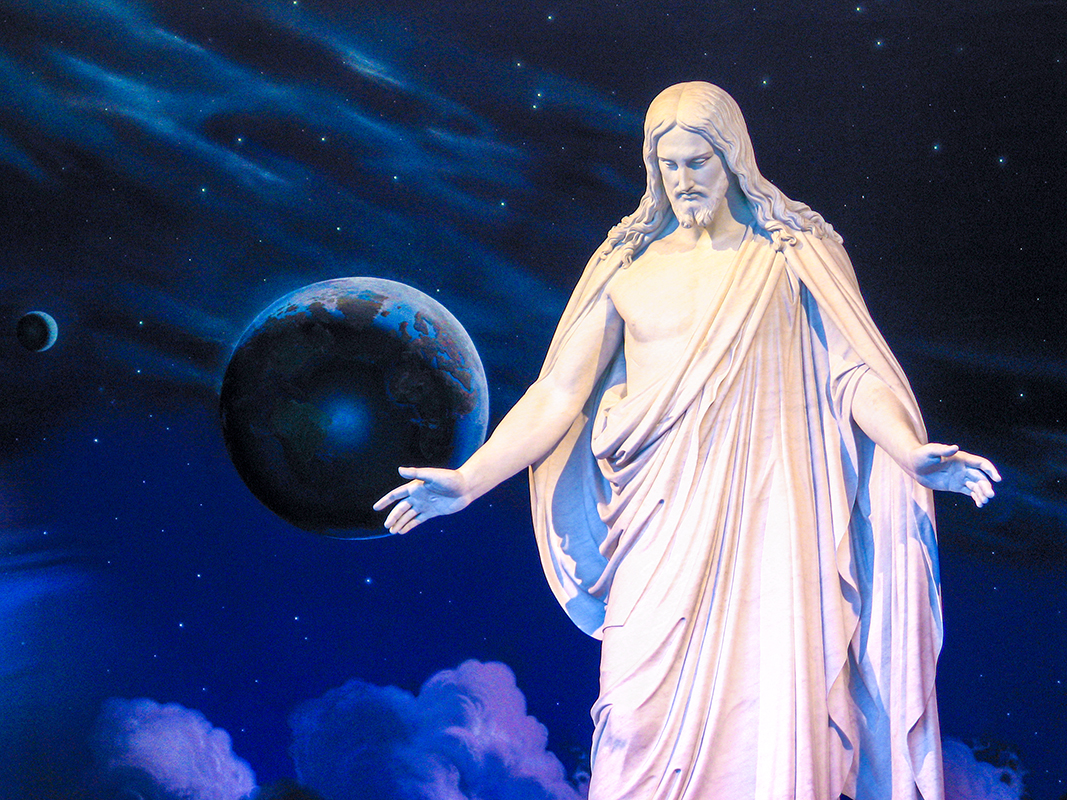
Staty av Jesus i Salt Lake City, kopia av en staty av Bertel Thorvaldsen i Vor Frue Kirke i Köpenhamn.